# Attidops cutleri
Attidops cutleri là một loài nhện trong họ Salticidae.
Loài này thuộc chi Attidops. Attidops cutleri được Edwards miêu tả năm 1999.